# Carlo Buccirosso
Carlo Buccirosso (Napoli, 7 luglio 1954) è un attore e regista teatrale italiano.
Ha vinto il David di Donatello per il miglior attore non protagonista per Noi e la Giulia (2015).

## Biografia
È spesso presente nei film e sceneggiati di Carlo Vanzina, nel ruolo stereotipato dell'uomo napoletano medio o piccolo-borghese, ma ha interpretato anche Cirino Pomicino ne Il divo di Sorrentino e l'amico imprenditore di Jep Gambardella ne La grande bellezza.
Per diversi anni è stato co-protagonista con Vincenzo Salemme in diversi spettacoli teatrali e film, unitamente a Maurizio Casagrande, Nando Paone e Biagio Izzo. Tra questi, ...e fuori nevica!, L'amico del cuore e Premiata pasticceria Bellavista, realizzati principalmente per il teatro e poi Il miracolo di don Ciccillo, farsa teatrale di cui è anche autore.

### Vita privata
Vive a Napoli, ed è molto riservato sulla sua vita privata. Ha dichiarato comunque di non essersi mai sposato e di non avere figli.
Dopo la maturità liceale si iscrive in giurisprudenza ma non porta a termine gli studi, quindi parte per il servizio di leva militare per undici mesi a Novara quando nel 1978 inizia a lavorare con Tato Russo, e nonostante i primi timidi successi provava molta ansia da prestazione finché non incontrò Vincenzo Salemme che lo valorizzò come attore caratterista.
Ha anche dichiarato in molte interviste in maniera scherzosa che ha sempre recitato nella vita solo per sedurre una donna non dichiarata dall'artista, non riuscendo però nell’intento.

## Filmografia

### Cinema
- L'ultima scena, regia di Nino Russo (1988)
- Amami, regia di Bruno Colella (1992)
- L'amico del cuore, regia di Vincenzo Salemme (1998)
- Amore a prima vista, regia di Vincenzo Salemme (1999)
- Il grande botto, regia di Leone Pompucci (2000)
- A ruota libera, regia di Vincenzo Salemme (2000)
- Febbre da cavallo - La mandrakata, regia di Carlo Vanzina (2002)
- Il mare, non c'è paragone, regia di Eduardo Tartaglia (2002)
- Le barzellette, regia di Carlo Vanzina (2004)
- In questo mondo di ladri, regia di Carlo Vanzina (2004)
- Guardiani delle nuvole, regia di Luciano Odorisio (2004)
- Eccezzziunale veramente - Capitolo secondo... me, regia di Carlo Vanzina (2006)
- Il divo, regia di Paolo Sorrentino (2008)
- I mostri oggi, regia di Enrico Oldoini (2009)
- Un'estate ai Caraibi, regia di Carlo Vanzina (2009)
- Dalla vita in poi, regia di Gianfrancesco Lazotti (2010)
- La grande bellezza, regia di Paolo Sorrentino (2013)
- Indovina chi viene a Natale?, regia di Fausto Brizzi (2013)
- Song'e Napule, regia di Manetti Bros. (2013)
- La gente che sta bene, regia di Francesco Patierno (2014)
- ...E fuori nevica!, regia di Vincenzo Salemme (2014)
- Noi e la Giulia, regia di Edoardo Leo (2015)
- Un paese quasi perfetto, regia di Massimo Gaudioso (2016)
- Se mi lasci non vale, regia di Vincenzo Salemme (2016)
- Mamma o papà?, regia di Riccardo Milani (2017)
- Ammore e malavita, regia dei Manetti Bros. (2017)
- Caccia al tesoro, regia di Carlo Vanzina (2017)
- La banda dei tre, regia di Francesco Dominedò (2019)
- 5 è il numero perfetto, regia di Igort (2019)
- Sono solo fantasmi, regia di Christian De Sica e Brando De Sica (2019)
- Il giorno più bello, regia di Andrea Zalone (2022)
- Tutti a bordo, regia di Luca Miniero (2022)
- La scommessa - Una notte in corsia, regia di Giovanni Dota (2024)

### Televisione
- Due imbroglioni e... mezzo!, regia di Franco Amurri – film TV (2007)
- Un ciclone in famiglia, regia di Carlo Vanzina – serie TV, 17 episodi (2006-2008)
- VIP, regia di Carlo Vanzina – film TV (2008)
- Finalmente una favola, regia di Gianfrancesco Lazotti – film TV (2008)
- Due imbroglioni e... mezzo!, regia di Franco Amurri – miniserie TV (2010)
- Imma Tataranni - Sostituto procuratore – serie TV (2019-in corso)
- Ritorno al crimine, regia di Massimiliano Bruno – film TV (2021)

### Videoclip musicali
- Chi vuol essere milionario? - Clementino e Fabri Fibra (2019)

## Teatro
- Il romanzo di un farmacista povero di Eduardo Scarpetta (1976)
- Ballata e morte di un capitano del popolo di E. Compagnone (1978)
- Sogni, bisogni, incubi e risvegli di Vincenzo Salemme (1989)
- La gente vuole ridere di Vincenzo Salemme (1991)
- ...e fuori nevica! di Vincenzo Salemme (1992)
- Il misantropo di Molière, regia di Patrick Guinand (1993)
- Il caso di Felice C. di Vincenzo Salemme (1995)
- L'amico del cuore di Vincenzo Salemme (1996)
- Premiata pasticceria Bellavista di Vincenzo Salemme (1997)
- Sogni e bisogni di Vincenzo Salemme (2001)
- Le idi di marzo di Carlo Buccirosso (2003)
- Vogliamoci tanto bene di Carlo Buccirosso (2004)
- I compromessi sposi di Carlo Buccirosso (2007)
- Napoletani a Broadway di Carlo Buccirosso (2008)
- Il miracolo di don Ciccillo di Carlo Buccirosso (2010)
- Finché morte non vi separi di Carlo Buccirosso (2013)
- Il divorzio dei compromessi sposi di Carlo Buccirosso (2014)
- Una famiglia quasi perfetta di Carlo Buccirosso (2015)
- La vita è una cosa meravigliosa di Carlo Buccirosso (2016)
- Il pomo della discordia di Carlo Buccirosso (2017)
- Colpo di scena di Carlo Buccirosso (2018)
- La rottamazione di un italiano per bene di Carlo Buccirosso (2019)
- Due vedovi allegri di Carlo Buccirosso (2021)
- L'erba del vicino è sempre più verde di Carlo Buccirosso (2022)
- Il vedovo allegro di Carlo Buccirosso (2023-2025)
- Qualcosa è andato storto! di Carlo Buccirosso (2025-2027)

## Riconoscimenti
- David di Donatello
  - 2009 – Candidatura al migliore attore non protagonista per Il divo
  - 2015 – Miglior attore non protagonista per Noi e la Giulia
  - 2018 – Candidatura al migliore attore non protagonista per Ammore e malavita
  - 2020 – Candidatura al migliore attore non protagonista per 5 è il numero perfetto

- Nastro d'argento
  - 2014 – Migliore attore non protagonista per Song'e Napule
  - 2014 – Nastro d'argento speciale per La grande bellezza
  - 2018 – Candidatura al migliore attore in un film commedia per Ammore e malavita
  - 2020 – Candidatura al migliore attore non protagonista per 5 è il numero perfetto

- Ciak d'oro
  - 2009 – Migliore attore non protagonista per Il divo[5]
  - 2018 –  Ciak d'oro Classic per Ammore e malavita
  - 2021 –  Candidatura al migliore attore non  protagonista per Ritorno al crimine